# Grand-Failly
Grand-Failly település Franciaországban, Meurthe-et-Moselle megyében. Lakosainak száma 362 fő (2022. január 1.). Grand-Failly Colmey, Longuyon, Petit-Failly, Delut, Dombras, Marville, Merles-sur-Loison, Rupt-sur-Othain, Saint-Laurent-sur-Othain és Sorbey községekkel határos.

## Népesség
A település népességének változása:
| Lakosok száma | 389  | 334  | 294  | 307  | 305  | 307  | 334  | 352  | 360  | 362  |
|               | 1968 | 1982 | 1990 | 2006 | 2013 | 2015 | 2017 | 2019 | 2020 | 2022 |